# 道の駅南国風良里
道の駅南国風良里（みちのえき なんこくふらり）は、高知県南国市左右山にある国道32号の道の駅である。
風良里は第三セクター株式会社道の駅南国が管理運営する。

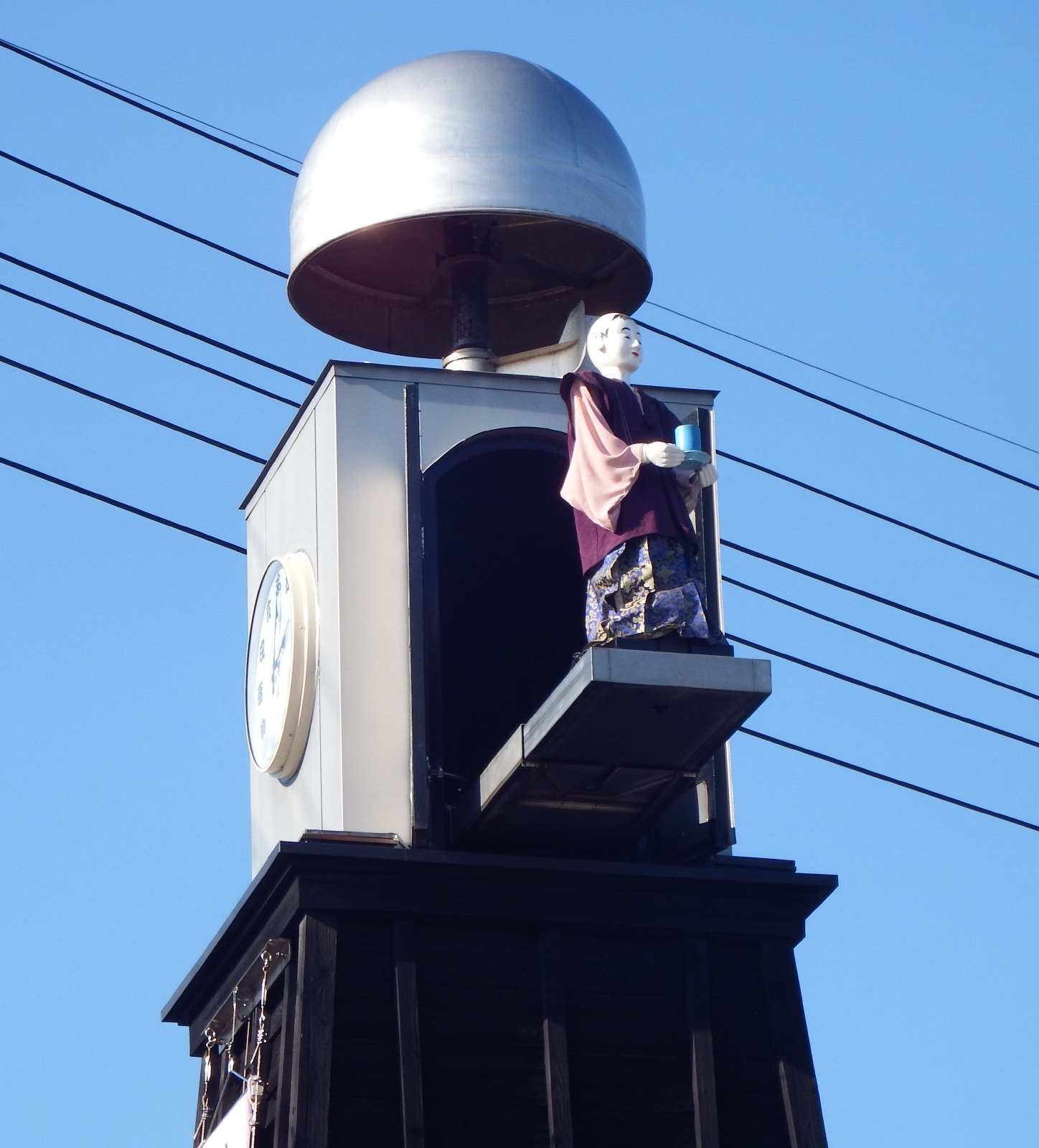
からくり時計

表にからくり時計がある。

## 施設
- 駐車場
  - 下段44台（そのうち身障者用2台、観光バス4台）
  - 上段66台（そのうち身障者用2台）
- トイレ
  - 男：大 3器（2器）、小 6器（4器）
  - 女：7器（4器）
  - 身障者用：2器（1器）

※（）内は、24時間利用可能
- 公衆電話
- 公衆FAX）
- レストラン「カフェレスト風良里」
- 売店「ショップ風良里」
  - アイスクリーム（久保田食品直営ショップ）
- 農産物直売所（8:30 - 17:00）
- からくり時計
- クリーンエネ街路灯
- 情報コーナー（9:00 - 18:00）
- 情報表示板
- 授乳室

## 休館日
- 年末年始
- 毎週火曜日（祝日、GW、8月は除く）（生産物直売所以外の施設）

## 道路
- 国道32号 - 登録路線
- 高知県道45号南国インター線

## 周辺
- 高知自動車道 南国インターチェンジ